# Osady eupelagiczne
Osady eupelagiczne – osady pokrywające dna głębokich basenów oceanicznych. Cechuje je niewielka ilość materiału terygenicznego, który jest ograniczony do najdrobniejszych zawiesin.
Wśród współczesnych osadów eupelagicznych wyróżnia się:
- muły globigerynowe
- muły pteropodowe
- muły radiolariowe
- muły okrzemkowe
- iły głębinowe czerwone

Muł globigerynowy zawiera co najmniej 30% węglanu wapnia, a głównym jego składnikiem są pelagiczne wapienne otwornice z rodzaju Globigerina. Najwięcej otwornic pelagicznych jest w wodach ciepłych; liczebność i wielkość osobników zmniejsza się ku biegunom. Muł globigerynowy tworzy się głównie wskutek opadania na dno wapiennego planktonu. Ilość węglanu wapnia wynosi przeciętnie w mule 60%.
Muł pteropodowy to muł powstały z pancerzyków ślimaków planktonicznych rodzaju Pteropoda. Składem może przypominać muł globigerynowy. Występuje wyłącznie w Atlantyku.
Muł radiolariowy jest to muł barwy czerwonej lub brunatnej; gdy zawierają więcej manganu, ich barwa jest bardziej brunatna. Nie zawierają węglanu wapnia lub zawierają go bardzo niewiele, natomiast główna ich masa składa się z radiolarii z domieszką innych krzemionkowych organizmów, okrzemek i igieł gąbek. Organizmy krzemionkowe stanowią 20-60% składu mułu.
Muł okrzemkowy tworzy się w chłodnych, mniej słonych morzach obu półkul. Złożony jest głównie ze skorupek planktonicznych alg zwanych okrzemkami, tworząc żółtoszary klejowaty osad, po wyschnięciu biały. Muły okrzemkowe występują w wysokich szerokościach geograficznych półkuli południowej, ponadto na półkuli północnej tworzą pas biegnący od Japonii do zachodniej Kanady. Niektóre pelagiczne osady mają do 50% drobnego piasku terygenicznego. Głębokomorskie osady piaszczyste pochodzą więc z redepozycji.
Czerwony ił głębinowy składa się z produktów rozkładu okruchów skał i krzemianów rozprzestrzenianych na dnie morza przez podmorskie i subaeryczne wybuchy wulkaniczne oraz z koloidalnej zawiesiny ilastej pochodzącej z lądu. Barwa mułu jest czerwona, jest to osad wód głębokich, węglanu wapnia zawiera 0-28%. Głównym składnikiem iłu są uwodnione krzemiany glinu o wymiarach koloidalnych. Adsorbują one wapń, magnez i metale alkaliczne, występują w nich w bardzo drobnych ilościach takie metale, jak Cr, Mn, Sr, Be, V, As, Mo, Cu, Pb, Zn.
Kopalny osad abysalny tworzy się w bardzo wielkich głębinach oceanicznych. Znanych jest niewiele tworów tego typu. Niektóre, choć zapewne nie wszystkie, radiolaryty mogą należeć do utworów abysalnych.